# カチューシャ (ユニット)
カチューシャ（KACHU-SYA）は、日本の声優ユニット。2004年夏、UHFアニメ『下級生2〜瞳の中の少女たち〜』の放映発表の際に結成された。
ここでは、OVA版発表の際に結成された「カチューシャ2nd」についても記述する。特記のないメンバーはすべて声優である。

## カチューシャ（初代）

### メンバー
- 河原木志穂
- 中島沙樹
- 美弥乃静（アキバ系アイドル・歌手・舞台女優）

### 概要・履歴
2004年夏に結成。ユニット名は一般公募から選ばれた。
由来は、KAが河原木の河、CHUが中島の中、Sが3人のイニシャル、YAが美弥乃の弥という点からきている。
アニメ版の主題歌「18」と「恋の歌」を発表。
同年10月からアニメがスタートし、河原木志穂と中島沙樹がパーソナリティが務めるラジオ番組「下級生はらいむいろ」も始まる（隔週担当）。
同年11月21日の「キャラフェス東京2004」に参加。一週間後の11月27日には東京・秋葉原のゲーマーズ本店2号館とヤマギワソフト館（いずれも当時）でミニイベントも開催した。
同年12月4日は埼玉県川口市の川口リリアで行われた「アニフェス2004 冬祭り」に参加。この日は白井夕璃役の猪口有佳と琴野千穂役の近藤志津香も出演している。
2005年2月からは「下級生はらいむいろ 全国縦断イベント」と題し、らいむ隊Armyと共に全国ツアーを行った。札幌を皮きりに、福岡・熊本・名古屋・大阪・東京の6ヵ所で開催したが、メンバーのスケジュールの都合などもあり、3人揃ったのは名古屋に入ってからのことである。
この他、コミックマーケット66・67や東京国際エンタテインメントマーケット2004にも参加した（中島沙樹は不参加）。
2010年7月18日にpink☆awayデビューイベントのゲストとして「かちゅ〜しゃ?!」名義で復活ライブを行った。

## カチューシャ2nd

### メンバー
- 河原木志穂
- 猪口有佳
- 池田ひかる

### 概要・履歴
2006年に18禁OVAが発表された際に結成。しかし、派手な企画を行った初代とは打って変わって、主題歌の担当と初代で歌われた「18」と「恋の歌」のリメイクだけに終わる。河原木志穂はインタビューで「全国ツアーをまたやりたい」と語っていたが、結局実現することはなかった。

## ディスコグラフィ
| 発売日   | 商品名                                                | 歌                       | 楽曲                                                              | 備考                                                          |
| 2004年   | 2004年                                                | 2004年                   | 2004年                                                            | 2004年                                                        |
| -------- | ----------------------------------------------------- | ------------------------ | ----------------------------------------------------------------- | ------------------------------------------------------------- |
| 11月26日 | 下級生2〜瞳の中の少女たち〜 ソング・コレクション      | カチューシャ             | 「18」                                                            | テレビアニメ『下級生2〜瞳の中の少女たち〜』オープニングテーマ |
| 11月26日 | 下級生2〜瞳の中の少女たち〜 ソング・コレクション      | カチューシャ             | 「恋の歌」                                                        | テレビアニメ『下級生2〜瞳の中の少女たち〜』エンディングテーマ |
| 11月26日 | 下級生2〜瞳の中の少女たち〜 ソング・コレクション      | 白井夕璃（猪口有佳）     | 「天使のメロディー」                                              | テレビアニメ『下級生2〜瞳の中の少女たち〜』関連曲             |
| 11月26日 | 下級生2〜瞳の中の少女たち〜 ソング・コレクション      | 琴野千穂（近藤志津香）   | 「きおくのかなた」                                                | テレビアニメ『下級生2〜瞳の中の少女たち〜』関連曲             |
| 11月26日 | 下級生2〜瞳の中の少女たち〜 ソング・コレクション      | 堀出実果（大津田裕美）   | 「鼓動」                                                          | テレビアニメ『下級生2〜瞳の中の少女たち〜』関連曲             |
| 11月26日 | 下級生2〜瞳の中の少女たち〜 ソング・コレクション      | 美弥乃静                 | 「Heart to Heart」                                                | テレビアニメ『下級生2〜瞳の中の少女たち〜』関連曲             |
| 11月26日 | 下級生2〜瞳の中の少女たち〜 ソング・コレクション      | 井伏オキエ（長崎みなみ） | 「誰よりもいちばん輝いてるあなたへ」                              | テレビアニメ『下級生2〜瞳の中の少女たち〜』関連曲             |
| 11月26日 | 下級生2〜瞳の中の少女たち〜 ソング・コレクション      | 横溝ふみ（西川宏美）     | 「蜉蝣」                                                          | テレビアニメ『下級生2〜瞳の中の少女たち〜』関連曲             |
| 11月26日 | 下級生2〜瞳の中の少女たち〜 ソング・コレクション      | 平沢博子（田中涼子）     | 「ココロノカケラ」                                                | テレビアニメ『下級生2〜瞳の中の少女たち〜』関連曲             |
| 11月26日 | 下級生2〜瞳の中の少女たち〜 ソング・コレクション      | 沢村香月（及川ひとみ）   | 「Lucky Day」                                                     | テレビアニメ『下級生2〜瞳の中の少女たち〜』関連曲             |
| 11月26日 | 下級生2〜瞳の中の少女たち〜 ソング・コレクション      | 柴門たまき（河原木志穂） | 「夏」                                                            | テレビアニメ『下級生2〜瞳の中の少女たち〜』関連曲             |
| 11月26日 | 下級生2〜瞳の中の少女たち〜 ソング・コレクション      | 若井みさき（永島由子）   | 「waver leaf」                                                    | テレビアニメ『下級生2〜瞳の中の少女たち〜』関連曲             |
| 11月26日 | 下級生2〜瞳の中の少女たち〜 ソング・コレクション      | 高遠七瀬（中島沙樹）     | 「潮騒」                                                          | テレビアニメ『下級生2〜瞳の中の少女たち〜』関連曲             |
| 2006年   |                                                       |                          |                                                                   |                                                               |
| 2月24日  | 下級生2〜季花詞集(Anthology)〜 テーマソング＆ドラマCD | カチューシャ2nd          | 「RAINBOW」                                                       | OVA『下級生2〜季花詞集（Anthology）〜』オープニングテーマ     |
| 2月24日  | 下級生2〜季花詞集(Anthology)〜 テーマソング＆ドラマCD | カチューシャ2nd          | 「青春の渦中者たち」                                              | OVA『下級生2〜季花詞集（Anthology）〜』エンディングテーマ     |
| 2月24日  | 下級生2〜季花詞集(Anthology)〜 テーマソング＆ドラマCD | カチューシャ2nd          | 「18（カチューシャ2nd ver.）」 「恋の歌（カチューシャ2nd ver.）」 |                                                               |